# 미이라 3: 황제의 무덤
미이라 3: 황제의 무덤(The Mummy: Tomb of the Dragon Emperor)은 2008년 개봉한 모험 영화이다.

## 캐스팅
- 브렌던 프레이저 - 릭
- 존 해나 - 조나단
- 이연걸 - 황제
- 마리아 벨로 - 에블린
- 루크 퍼드 - 알렉스
- 양자경 - 지주안
- 황추생 - 양 장군